# Hampsonodes niphetodes
Hampsonodes niphetodes är en fjärilsart som beskrevs av Dyar 1910. Hampsonodes niphetodes ingår i släktet Hampsonodes och familjen nattflyn. Inga underarter finns listade i Catalogue of Life.